# Rogoz ljiljan
Rogoz ljiljan (sisirinhijum, rilac, plavooka trava, lat. Sisyrinchium), veliki biljni rod jednogodišnjeg raslinja i trajnica iz porodice perunikovki. Ove vrste autohtone su na području obje Amerike, a uvezene su po mnogim državama na ostalim kontinentima. 
Postoji preko 200 priznatih vrsta. U Hrvatskoj rastu dvije vrste, to su mačić (S. bermudiana) i  S. montanum ili  brdski rilac.

## Vrste
1. Sisyrinchium abietum McVaugh
2. Sisyrinchium acre H.Mann
3. Sisyrinchium albidum Raf.
4. Sisyrinchium albilapidense Ravenna
5. Sisyrinchium anadenicum Ravenna
6. Sisyrinchium andinopatagonicum Ravenna
7. Sisyrinchium angustifolium Mill.
8. Sisyrinchium angustissimum (B.L.Rob. & Greenm.) Greenm. & C.H.Thomps.
9. Sisyrinchium annuum Ravenna
10. Sisyrinchium antucense Ravenna
11. Sisyrinchium aquidaunicum Ravenna
12. Sisyrinchium arenarium Poepp.
13. Sisyrinchium arguellesiae Ceja, Espejo & López-Ferr.
14. Sisyrinchium arizonicum Rothr.
15. Sisyrinchium arrayanicum Ravenna
16. Sisyrinchium atlanticum E.P.Bicknell
17. Sisyrinchium avenaceum Klatt
18. Sisyrinchium azureum Phil.
19. Sisyrinchium balansae Baker
20. Sisyrinchium bellum S.Watson
21. Sisyrinchium bermudiana L.
22. Sisyrinchium biflorum Griseb.
23. Sisyrinchium biforme E.P.Bicknell
24. Sisyrinchium binervatum Ravenna
25. Sisyrinchium brasiliense (Ravenna) Ravenna
26. Sisyrinchium breviarmium Ravenna
27. Sisyrinchium brevipes Baker
28. Sisyrinchium bromelioides R.C.Foster
29. Sisyrinchium caespitificum Kraenzl.
30. Sisyrinchium caeteanum Ravenna
31. Sisyrinchium calathinum Ravenna
32. Sisyrinchium calciphilum Sorrie
33. Sisyrinchium californicum (Ker Gawl.) Dryand.
34. Sisyrinchium campestre E.P.Bicknell
35. Sisyrinchium capillare E.P.Bicknell
36. Sisyrinchium cernuum (E.P.Bicknell) Kearney
37. Sisyrinchium chaguaranicum Ravenna
38. Sisyrinchium chapelcoense Ravenna
39. Sisyrinchium chilense Hook.
40. Sisyrinchium chiricanum Woodson
41. Sisyrinchium cholewae Espejo, López-Ferr. & Ceja
42. Sisyrinchium claritae Herter
43. Sisyrinchium coalitum Ravenna
44. Sisyrinchium commutatum Klatt
45. Sisyrinchium convallium Ravenna
46. Sisyrinchium convolutum Nocca
47. Sisyrinchium conzattii Calderón & Rzed.
48. Sisyrinchium coulterianum Klatt ex Baker
49. Sisyrinchium cuspidatum Poepp.
50. Sisyrinchium cylindrocarpium Herter
51. Sisyrinchium cyperellum Ravenna
52. Sisyrinchium dasyspathum (Ravenna) Ravenna
53. Sisyrinchium decumbens Ravenna
54. Sisyrinchium deflexum R.C.Foster
55. Sisyrinchium demissum Greene
56. Sisyrinchium densiflorum Ravenna
57. Sisyrinchium deseadense Ravenna
58. Sisyrinchium dichotomum E.P.Bicknell
59. Sisyrinchium diversicarpum C.D.Inácio & L.Eggers
60. Sisyrinchium elegantulum Ravenna
61. Sisyrinchium elmeri Greene
62. Sisyrinchium ensigerum E.P.Bicknell
63. Sisyrinchium eserrulatum I.M.Johnst.
64. Sisyrinchium exalatum B.L.Rob. & Greenm.
65. Sisyrinchium exilifolium Ravenna
66. Sisyrinchium fasciculatum Klatt
67. Sisyrinchium fiebrigii I.M.Johnst.
68. Sisyrinchium firmifolium Ravenna
69. Sisyrinchium flabellatum Aita & L.Eggers
70. Sisyrinchium funereum E.P.Bicknell
71. Sisyrinchium fuscatum E.P.Bicknell
72. Sisyrinchium galapagense Ravenna
73. Sisyrinchium glaziovii Baker
74. Sisyrinchium graminifolium Lindl.
75. Sisyrinchium gratissimum Ravenna
76. Sisyrinchium groenlandicum Böcher
77. Sisyrinchium guanajuatense Ceja, Espejo & López-Ferr.
78. Sisyrinchium halophilum Greene
79. Sisyrinchium hasslerianum Baker
80. Sisyrinchium hintoniorum G.L.Nesom
81. Sisyrinchium hirsutum Baker
82. Sisyrinchium hitchcockii Douglass M.Hend.
83. Sisyrinchium hoehnei I.M.Johnst.
84. Sisyrinchium humahuacense C.A.Zanotti
85. Sisyrinchium humidum Ravenna
86. Sisyrinchium hypsophilum I.M.Johnst. ex R.C.Foster
87. Sisyrinchium idahoense E.P.Bicknell
88. Sisyrinchium igatimiense Ravenna
89. Sisyrinchium inclinatum Ravenna
90. Sisyrinchium intihuatanense (Vargas) Ravenna
91. Sisyrinchium itabiritense Ravenna
92. Sisyrinchium ivanii R.C.Foster
93. Sisyrinchium jamesonii Baker
94. Sisyrinchium johnstonii Standl.
95. Sisyrinchium laetum (Ravenna) J.M.Watson & A.R.Flores
96. Sisyrinchium laevigatum Ravenna
97. Sisyrinchium langloisii Greene
98. Sisyrinchium laterale Baker
99. Sisyrinchium latiusculum Ravenna
100. Sisyrinchium laxum Otto ex Sims
101. Sisyrinchium limarinum Ravenna
102. Sisyrinchium littorale Greene
103. Sisyrinchium longipes (E.P.Bicknell) Kearney & Peebles
104. Sisyrinchium longispathum Conz.
105. Sisyrinchium luzula Klotzsch ex Klatt
106. Sisyrinchium macranthum Griseb.
107. Sisyrinchium macrocarpum Hieron.
108. Sisyrinchium macrophyllum Greenm.
109. Sisyrinchium magnicapsulare J.M.Watson
110. Sisyrinchium maipoanum Ravenna
111. Sisyrinchium mandonii Baker
112. Sisyrinchium marchioides Ravenna
113. Sisyrinchium martense Ravenna
114. Sisyrinchium megapotamicum Malme
115. Sisyrinchium miamiense E.P.Bicknell
116. Sisyrinchium micranthum Cav.
117. Sisyrinchium microbracteatum G.L.Nesom
118. Sisyrinchium minus Engelm. & A.Gray
119. Sisyrinchium minutiflorum Klatt
120. Sisyrinchium montanum Greene
121. Sisyrinchium mucronatum Michx.
122. Sisyrinchium nanum Phil.
123. Sisyrinchium nashii E.P.Bicknell
124. Sisyrinchium nembyense Ravenna
125. Sisyrinchium nidulare (Hand.-Mazz.) I.M.Johnst.
126. Sisyrinchium nigricans Gay
127. Sisyrinchium novoleonense G.L.Nesom & L.Hern.
128. Sisyrinchium obconicum Ravenna
129. Sisyrinchium orbiculatum Ravenna
130. Sisyrinchium ostenianum Beauverd
131. Sisyrinchium oxyspathum Ravenna
132. Sisyrinchium pachyrhizum Baker
133. Sisyrinchium pallidum Cholewa & Douglass M.Hend.
134. Sisyrinchium palmifolium L.
135. Sisyrinchium palustre Diels
136. Sisyrinchium pampeanum C.D.Inácio & L.Eggers
137. Sisyrinchium papillosum R.C.Foster
138. Sisyrinchium paramorum Ravenna
139. Sisyrinchium parvifolium Baker
140. Sisyrinchium patagonicum Phil. ex Baker
141. Sisyrinchium paucispathum Ravenna
142. Sisyrinchium pearcei Phil.
143. Sisyrinchium pendulum Ravenna
144. Sisyrinchium piliferum Klatt
145. Sisyrinchium planicola Ceja & Cholewa
146. Sisyrinchium platense I.M.Johnst.
147. Sisyrinchium platycaule Baker
148. Sisyrinchium platyphyllum S.Watson
149. Sisyrinchium plicatulum Ravenna
150. Sisyrinchium praealtum Kraenzl.
151. Sisyrinchium pringlei B.L.Rob. & Greenm.
152. Sisyrinchium pruinosum E.P.Bicknell
153. Sisyrinchium purpurellum Ravenna
154. Sisyrinchium pusillum Kunth
155. Sisyrinchium quadrangulatum Klatt
156. Sisyrinchium radicatum E.P.Bicknell
157. Sisyrinchium rambonis R.C.Foster
158. Sisyrinchium rectilineum Ravenna
159. Sisyrinchium rectivalvatum Ravenna
160. Sisyrinchium reitzii R.C.Foster
161. Sisyrinchium restioides Spreng.
162. Sisyrinchium rigidifolium Baker
163. Sisyrinchium rosengurttii I.M.Johnst.
164. Sisyrinchium rosulatum E.P.Bicknell
165. Sisyrinchium sagittiferum E.P.Bicknell
166. Sisyrinchium sarmentosum Suksd. ex Greene
167. Sisyrinchium scabrum Schltdl. & Cham.
168. Sisyrinchium scalarium Ravenna
169. Sisyrinchium scariosum I.M.Johnst.
170. Sisyrinchium schaffneri S.Watson
171. Sisyrinchium schottii Herter
172. Sisyrinchium sectiandrum C.D.Inácio & L.Eggers
173. Sisyrinchium sellowianum Klatt
174. Sisyrinchium septentrionale E.P.Bicknell
175. Sisyrinchium serrulatum (E.P.Bicknell) Espejo & López-Ferr.
176. Sisyrinchium setaceum Klatt
177. Sisyrinchium sinuosum Ravenna
178. Sisyrinchium soboliferum Ravenna
179. Sisyrinchium somuncurense Ravenna
180. Sisyrinchium striatum Sm.
181. Sisyrinchium strictum E.P.Bicknell
182. Sisyrinchium subalpinum Henrich & Goldblatt
183. Sisyrinchium subcernuum (E.P.Bicknell) Henrich & Goldblatt
184. Sisyrinchium subnudum I.M.Johnst.
185. Sisyrinchium subtile Ravenna
186. Sisyrinchium tafiense Ravenna
187. Sisyrinchium teleanthum Ravenna
188. Sisyrinchium tenuifolium Humb. & Bonpl. ex Willd.
189. Sisyrinchium tinctorium Kunth
190. Sisyrinchium tofoense Ravenna
191. Sisyrinchium tolucense Peyr.
192. Sisyrinchium translucens (E.P.Bicknell) Espejo & López-Ferr.
193. Sisyrinchium trichanthum Dusén
194. Sisyrinchium tucumanum Ravenna
195. Sisyrinchium uliginosum Ravenna
196. Sisyrinchium unguiculatum Griseb.
197. Sisyrinchium unispathaceum Klatt
198. Sisyrinchium vaginatum Spreng.
199. Sisyrinchium valparadiseum Ravenna
200. Sisyrinchium venezolense Ravenna
201. Sisyrinchium vestitum Ravenna
202. Sisyrinchium weirii Baker
203. Sisyrinchium wettsteinii Hand.-Mazz.
204. Sisyrinchium xerophyllum Greene
205. Sisyrinchium zamudioi Espejo, López-Ferr. & Ceja